# Ruellia candida
Ruellia candida là một loài thực vật có hoa trong họ Ô rô. Loài này được (Brandegee) Kobuski miêu tả khoa học đầu tiên năm 1928.